# 露特·斯韦德贝里
露特·斯韦德贝里（瑞典語：Ruth Svedberg，1903年4月14日—2002年12月27日），瑞典女子田径运动员。她曾代表瑞典参加1928年夏季奥林匹克运动会田径比赛，获得女子铁饼铜牌。